# Hade
Hade är en by i Hedesunda socken, Gävle kommun som ingår i ett område söder om Dalälven kallat Utomälven. Förbi Hade passerar den urgamla leden mellan Uppsala - Östervåla - Hedesunda eller Mälaren - Enköping / Västerås - Tärnsjö, (Nora socken), - Hedesunda.
I Hade finns gravfält från romersk järnålder (0-400 e Kr). Gravområdet ligger med utsikt över Dalälven. I mitten av 1800-talet hittades delar av tre silverbeslagna dryckeshorn i brons från 300-talet, och fem dräktspännen i brons från 500-talet. Fynden visar på förbindelser med Svarta-havsregionen och det romerska Rhenområdet. Här hittades också en järnkniv, slagg, spjutspetsar, en gaffel, pärlor och nitar från 500-800-talen. 
Runstenen Gs 6 i Hade är den äldsta skriftliga källan. Runristaren Öpir anses ha ristat den. Den förstördes delvis av ägaren till Gysinge bruk och Hadeholms herrgård, tillika landshövdingen i Västmanlands län, Fredrik Ulrik Insenstierna på 1700-talet. Text som blev kvar efter Insenstiernas framfart: "... efter sin moder ..."
Hade by finns omnämnt i andra skriftliga källor år 1350, 1401 och 1424 samt under Gustav Vasas återupptagna silverbrytning åren 1549 - 1552. Några namn från Hade: Rikvid, Jakob Larsson, Sevast Svensson på 1400-talet. Namn på ledare under gruvbrytningsepoken: Lasse Dobblare och Knekthövitsman Mats Törne och bönder som fick flytta från Hade: Peder Andersson (fick ta över Kungsgården, Sandviken, (Ovansjö socken), Jöns Persson (till ett Kronohemman i Bärby i Östervåla socken), Staffan Nilsson (får ta över två kyrkohemman i Österfärnebo socken; Finnäs och Koversta. År 1555 låter kungen bönderna återfå sina gårdar i Hade och Peder Andersson återfår Hade gård.    